# القصر الجمهوري (الخرطوم)

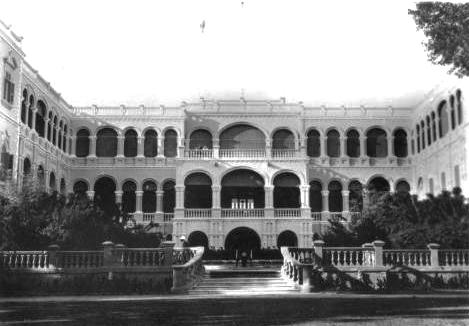
القصر الجمهوري

القصر الجمهوري ، هو المقر الرسمي لرئيس الدولة في السودان قبل بناء القصر الجمهوري الجديد ويقع في العاصمة الخرطوم ويضم مكتب الرئيس ونوابه وفيه تتم استضافة رؤساء الدول الأجنبية الذين يقومون بزيارات رسمية للسودان وتتم فيه مراسم تقديم أوراق الأعتماد بالنسبة لسفراء الدول الأجنبية وتجري فيه الاحتفالات الرسمية للبلاد (تم نقلها للقصر الرئاسي الجديد). وللقصر الجمهوري السوداني تاريخاً حافلاً بالأحداث التاريخية بدءا بمقتل الجنرال غوردون حاكم السودان البريطاني إبان الحكم التركي المصري للسودان على أيدي أنصار الثورة المهدية، ومروراً بأول احتفال باستقلال السودان عن الحكم الثاني في يناير / كانون الثاني سنة 1956 م وإنزال علمي الإدارة الإستعمارية ورفع علم السودان الجديد، وانتهاء بمسلسل الأحداث السياسية عقب الاستقلال وأهمها الصراع السياسي على السلطة ومن بينها احتجاز الرئيس جعفر نميري فيه لبضعة أيام من قبل مناوئيه الذين استلوا على السلطة لفترة زمنية قصيرة في عام 1972 بقيادة الرائد هاشم العطا. ويشكل القصر الجمهوري السوداني رمزاً سياسياً في السودان فقد حملت الطوابع البريدية والعملات الورقية صورته والتي تتخلل مشاهد وصور النشرات الإعلامية في البلاد ويطلق اسمه على الشارع الرئيسي المؤدي إليه من جهة الجنوب والذي كان يعرف سابقاً باسم شارع فيكتوريا. ويعتبر القصر الجمهوري من المعالم المعمارية الرئيسية في الخرطوم وهو يطل على الضفة الجنوبية لنهر النيل الأزرق بالقرب من مقرن النيلين الأزرق والأبيض وفي واحد من أجمل شوارع العاصمة المثلثة. ويطل القصر من الناحية الجنوبية على ساحة صغيرة كانت تحمل اسمه حتى وقت قريب (ساحة القصر) قبل أن يطلق عليها اسم ساحة الشهداء ويقصدها معظم زوار الخرطوم وزوار المتحف المفتوح للجمهور والواقع في حديقة القصر من الناحية الشرقية.

## تاريخ تشييد القصر
تم وضع حجر الأساس للقصر في سنة 1830 وبدأت عمليات البناء والتشييد في سنة 1832 م. والتي تم تنفيذها علي مراحل شهدت تغيير في مواد البناء، فقد استخدم الطين والطوب في البداية والذي تم جلبه من مو قع آثار مدينة سوبا عاصمة مملكة علوة القديمة.

## أسماء القصر
أطلق عليه في بداية إنشائه اسم سرايا الحكمدار. وفي فترات الحكم الثنائي (1898-1956) عرف باسم سرايا الحاكم العام. والسرايا لفظ فارسي الأصل بمعنى القلعة أو القصر استخدم بكثرة إبان الدولة العثمانية (باللغة التركية Seray) بالمعنى ذاته 
وعرف القصر الجمهوري أيضا في بعض الأحايين باسم القلعة (بالإنجليزية castle وهو الاسم الذي كان يحمله أيضاّ شارع القصر. وبعد استقلال السودان في سنة 1956 عرف باسم القصر الجمهوري على غرار تسميات مقار رؤساء الجمهوريات في بلدان العالم المختلفة، وهو الاسم الذي ظل يحمله حتى عام 1972 عندما قرر الرئيس نميري تغيير الاسم إلى قصر الشعب في خطاب ألقاه على الأمة بعد فشل الانقلاب الذي قاده ضده الرائد هاشم العطا، باعتبار أن الشعب هو الذي ناصر نميري الذي كان محتجزاً في القصر أثناء أيام الانقلاب. وبعد الإطاحة بحكم نميري من قبل عسكريين بقيادة المشير عبد الرحمن سوار الذهب تحت ضغوط من قادة انتفاضة شعبية كبيرة في ابريل / شباط 1986، أُعيدت تسمية القصر بالقصر الجمهوري.

## التصميم الهندسي

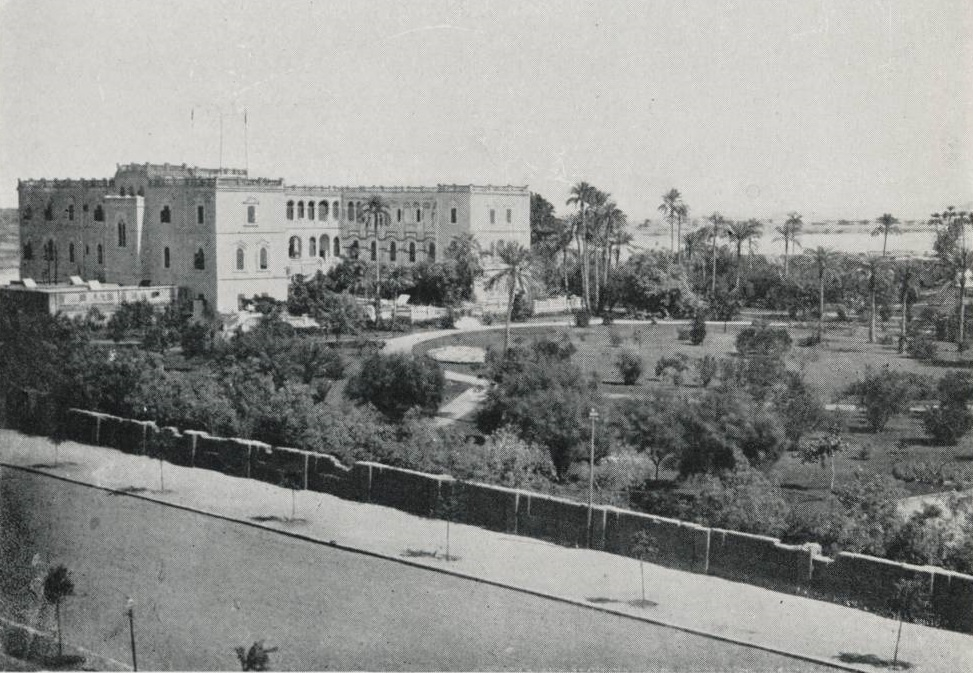
سرايا الحاكم العام في سنة 1906

تم تصميم بنايات القصر على غرار تصاميم هندسة تشييد المباني الكبيرة التي كانت سائدة في أووبا في القرن السابع عشر، مع لمسة شرق أوسطية واضحة تتمثل في الأبواب والنوافذ المقوسة إلى جانب النوافذ الرومانية والأغريقية والشرفات والفراندات البحرمتوسطية.

## أقسام المبنى
يتكون المبنى الرئيسي للقصر من جناح رئيسي يمتد شرقاً وغرباً، يتفرع منه جناحان يمتدان تجاه الشمال والجنوب في أبعاد متساوية، ويقع الباب الرئيسي للقصر جهة الشمال على شارع النيل، في حين تقع الواجهة الرئيسية له جهة الجنوب وتفتح على الحديقة الكبيرة تجاه شارع القصر، وهي التي تظهر صورها في مشاهد وسائل الإعلام وفي الطوابع البريدية والعملات الورقية وذلك لجمالها الهندسي ومحيطها الطبيعي المخضر.

## طوابق القصر
يتكون القصر من ثلاث أجزاء: جزء أرضي يعلوه طابقان: الطابق الأول والطابق الثاني. وتم لاحقاً نقل مكاتب الحكمدار (الحاكم العام) إلى الطابق الثاني داخل القصر بينما خصص الطابق الأرضي فيه لمكاتب مساعدي الحكمدار وسكرتاريته فيما بقي الطابق الأول مسكناً له وأنشئت مبان أخرى ملحقة لإقامة حاشيته خارج مبنى القصر. لكن هذا التقسيم جرى تغييره لاحقاً عندما قرر غوردون باشا حاكم عام السودان في عام 1884 م أن يكون مسكنه في الطابق الثاني وأن ينقل مكتبه إلى الطابق الأول. وفي عهد الحكم الثنائي تم تخصيص الطابق الأرضي لمكاتب الإدارة، والطابق الأول للكنيسة الإنجليزية والثالث لمكتب الحاكم العام.

## المكاتب الرئيسية
وكانت تشمل مكتب رئيس الدولة ومكتب نائب رئيس الدولة ومكاتب المساعدين والسكرتارية.

### مكتب رئيس الدولة
كان المقر الرسمي لمكتب رئيس جمهورية السودان الحالي، وكان السير لي استاك، حاكم عام السودان (1916 - 1924 م) قد قام بنقل مكتبه في سنة 1925 م من المكان الذي أصبح الآن قاعة للاجتماعات. وحذا حذوه حكام عام السودان اللاحقين، وبعد الاستقلال في عام 1956 م، صار مكتب الحاكم العام مكتباً لرئيس الدولة فتعاقب عليه كل من الرؤساء إسماعيل الأزهري وإبراهيم عبود وجعفر النميري، وعبد الرحمن سوار الذهب، وأحمد الميرغني، وعمر البشير.

### مكتب نائب رئيس الدولة
يقع في الطابق الأرضي وكان في العهد التركي مخصصاً للمساعدين المعاونين للحكمدار. وقد تم تشييد درجاً حلزونياً في الجهةُ الشرقية ليربطه بمكتب الحاكم العام في الطابق الأول وبعد الاستقلال خصص المكتب لأحد أعضاء مجلس السيادة، ثم تحول فيما بعد إلى مكتب لنائب الرئيس.

## القاعات الرئيسية

### قاعة الإستقبال
تعتبر واحدة من أقدم أقسام القصر التي شيدت عند تشييد القصر في سنة 1832 م قبل أن تدخل على مبناها إصلاحات عديدة وتغييرات عدة في ديكورها الداخلي. كانت تستخدم في الماضي كقاعة للاحتفالات التي كان يقيمها الحاكم العام البريطاني في الفترة ما بين 1900 و1955 م، إلى جانب استخدامها كقاعة للرقص. وبعد الاستقلال تحولت القاعة التي أصبحت تعرف باسم «الصالون الرئاسي» كانت تستخدم في استقبال ضيوف رئيس الدولة، وتُجري فيها مراسم تقديم أوراق اعتماد سفراء الدول لرئيس الدولة قبل التحول للقصر الرئاسي الجديد.

### قاعة الإجتماعات
تم تحويل هذه القاعة بعد إعادة بناء القصر في عام 1900 م إلى مقر للعبادة في شكل كنيسة إنجليزية صغيرة داخل القصر وعندما تم تشييد كنيسة كبيرة في الجزء الشرقي من حديقة القصر، قام السير ونجت باشا حاكم عام السودان (1901- 1916م.) بنقل المكتب الرئاسي إليها وبنى الدرج الحلزوني الذي يربط المكتب الرئاسي بمكتب السكرتارية في الطابق الأرضي. وفي عهد السير لي استاك حاكم عام السودان (1916 - 1924 م) تم نقل مكتب الحاكم العام من القاعة إلي مكتب رئيس الجمهورية الحالي وتحويل القاعة إلى قاعة اجتماعات وهي الوظيفة التي تؤديها حتى اللحظة.

### قاعة المؤتمرات
تستخدم في الماضي غرفة للمآدب الرسمية التي يقيمها الحاكم العام وظلت كما هي بعد الاستقلال حتى تحولت إلى قاعة للمؤتمرات الصحفية عام 1977 م. حيث تم إعادة تجهيزها لتستخدم قاعة للاجتماعات الرسمية والمؤتمرات الصحفية.

## المساكن
تقع الأقسام المخصصة للسكن في الطابق الثاني. وتتكون من ثلاثة أجنحة، واحدة في اتجاه الشرق وأخرى في الوسط وثالثة غربية وتضم قاعة كبرى وعدة غرف للنوم والطعام والمرافق الملحقة بها. وكانت في فترات الحكم التركي والحكم الثنائي تستخدم مقراً لإقامة الحاكم وعائلته وبعد الاستقلال تم تخصيصها بشكل تام لإقامة ضيوف الدولة من رؤساء الدول الآخرى الذين يزورون السودان ومن بين من أقام فيها ملكة بريطانيا إليزابيث الثانية وإمبراطور إثيوبيا هيلا سيلاسي، الرئيس المصري جمال عبد الناصر، ورئيس يوغسلافيا جوزيف بروز تيتو.

## أبرز معالم القصر

### سارية القصر
تقوم على أعلى سطح بالقصر في الطابق الثاني وكانت تتكون في بداية تشييد القصر من عمود واحد يحمل راية الخديوية التركية المصرية الحمراء ذات الأهلة والنجوم الثلاثة البيضاء، ليرمز لسؤدد الباب العالي للدولة العثمانية والخلافة الإسلامية على بلاد السودان ينوب عنه وكيله خديوي مصر، وبعد إعادة بناء القصر الذي تدمر إبان الثورة المهدية وعودة الحكم الثنائي أصبحت السارية تتكون من عمودان يرمزان للحكم الثنائي أحدهما يحمل العلم الملكي المصري الأخضر اللون والهلال الأبيض والنجوم الثلاثة البيضاء والتي ترمز إلى مصر وسيناء والسودان، إلى جانب العلم البريطاني الأزرق اللون وصلبانه الحمراء والبيضاء المتقاطعة أفقياً ورأسياً وعرضياً. وفي يوم الأحد أول يناير / كانون الثاني 1956 م، تمت إضافة عمود ثالث في السارية بين العمودين يعلوهما ارتفاعاً، وتم إنزال علمي الحكم الثنائي ورفع في اللحظة نفسها على العمود الوسط علم استقلال السودان بألوانه الأزرق والأصفر والأخضر ليرمز إلى السيادة الوطنية وتم الإبقاء على العمودين الآخرين بدون أي علم أو أية قطعة قماش عليهما ليرمزا بوضعهما هذا إلى جلاء الإدارة الإستعمارية عن السودان نهائياً.

### درج مصرع غوردون باشا

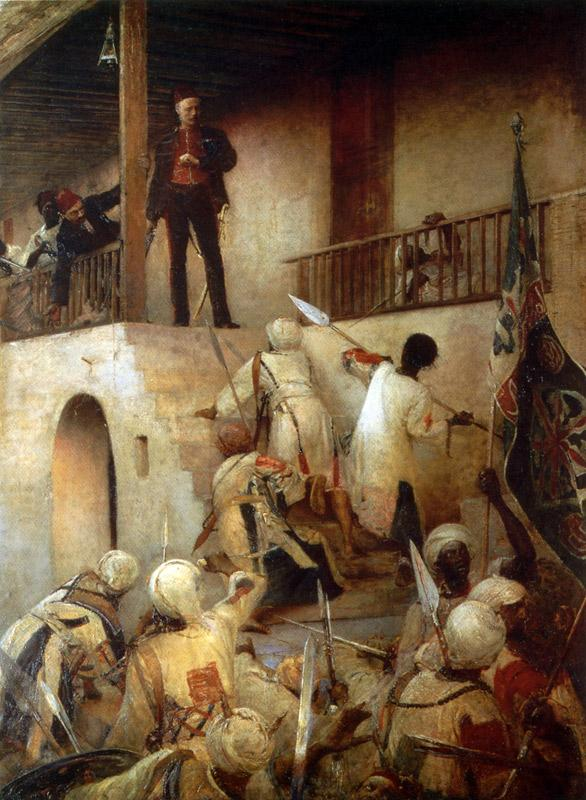
لوحة موت الجنرال غوردون

وهو من أشهر أجزاء القصر وذلك لظهوره على لوحة زيتية انتشرت في الغرب تحكي مصرع غوردون باشا رسمها الرسام الإيرلندي جورج وليام جوي، الموجودة حالياً في متحف مدينة ليدز البريطانية. وكان الجنرال غوردون باشا حاكم عام السودان يسكن الطابق الأول في الجناح الغربي من المبنى الرئيسي للقصر عندما اجتاح أنصار المهدي مدينة الخرطوم إبان الثورة المهدية وفي يوم 26 يناير / كانون الثاني 1884 م وعندما اقتحمت مجموعة منهم القصر كان غوردون يقف علي السلم الداخلي المؤدى الي غرفة الجلوس، وعلى درجات هذا السلم قُتل غوردون، وكان ذلك نهاية للحكم التركي على السودان وإيذاناً بقيام دولة المهدية الوطنية التي اختارت مدينة أم درمان القريبة من الخرطوم عاصمة جديدة للبلاد.
وعند إعادة بناء القصر في عام 1900 م وتولي إدارة الحكم الثنائي الإنجليزي المصري دفة الحكم في البلاد وجد السلم اهتماما كبيراً من قبل الحكام الإنجليز ومن زوار القصر فيما بعد والذين يحرص الكثيرون منهم على مشاهدته لقيمته الأثرية.

### متحف القصر

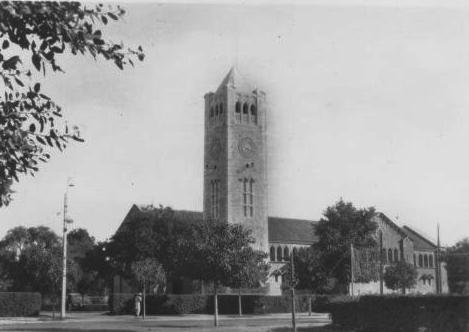
متحف القصر ويبدو برج الكنيسة قبل إزالته

يشكل متحف القصر جزء من القصر الجمهوري ليس فقط بسبب موقعه وبنايته الواقعة داخل سور القصر في الجزء الجنوبي الشرقي منه المطل على شارع الجامعة وفي مبنى كان في يوم من الأيام كنيسة تابعة للقصر، بل من ناحية مقتنياته ومعروضاته التي تشمل مركبات وسيارات رئاسية كان يستخدمها حكام السودان ورؤساؤه السابقين في تنقلاتهم الرسمية منذ الحكم الثنائي (1889) وحتى الاستقلال (1956) ولوحات زيتية وصور فوتوغرافية لهم إلى جانب الهدايا الرئاسية التي أهديت لهم والآلات الموسيقية والأوانى وقطع الأثاثات التي كانت تستخدم داخل القصر الجمهوري في الحقب السابقة وغيرها من الأشياء الأثرية والتذكارية ذات الصلة بالقصر وسكانه السابقون.
ويعتبر مبنى الكاتدرائية الذي تعرض فيه مجموعات المتحف في حد ذاته اثرا تاريخياً يمثل العمارة البيزنطية من خلال برج أجراسه (تمت إزالته) وقد شيد في سنة 1912 م. تم افتتاح المتحف رسمياً في عام 1999 م، وهو مفتوح للجمهور.

### حديقة القصر
وهي أيضاً من الأجزاء القديمة للقصر حيث تم إنشائها مع إنشاء القصر إبان العهد التركي وأدخلت عليها عدة تحسينات خاصة في عهد الجنرال كتشنر حاكم عام السودان الذي بلغ اهتمامه بها إلى درجة أن جلب خبراء من أوروبا لتطويرها حتى غدت واحدة من أهم الحدائق بالسودان وتحتوي على اصناف عديدة ومختلفة من النباتات والأشجار منها اشجار مستجلبة من الخارج وجرى توطينها في السودان مثل اشجار المانجو المعروفة باسم مانجو كشنير (نسبة إلى كتشنر حاكم عام السودان) وتبلغ مساحة الحديقة حوالي 12 فداناً.

### المكتبة
بالرغم من تلقي القصر لكميات كبيرة من الكتب والمؤلفات خاصة في فترة الحكم الثنائي عام 1898 م. فأنه لم تكن هناك مكتبة لحفظ الكتب أو تبويبها والتي كانت تودع في دائرة المراسم في القصر، وفي عام 1976 م تقرر جمع الكتب الموجودة في القصر وحفظها في مكتبة خصصت لها غرفة في المبنى الرئيسى للقصر وتم تزويد المكتبة بمجموعات من الكتب والمراجع المختلفة عام 1988م. وفي عام 2006 م. تم نقل المكتبة إلى الجزء الجنوبي الشرقيّ من مبنى القصر لتفسح المكان لمكتب نائب رئيس الدولة. وأضيفت إليها قاعة مطالعة لخدمة زوارها وأرشيف يتكون من قاعتين، إحداهما لحفظ الوثائق والأخرى للعرض. وتفتح المكتبة أبوابها للجمهور.

## الحرس
للقصر قوة عسكرية تعرف بالحرس الجمهوري وتتولى حمايته إلى جانب مهام أخرى مراسمية مثل تنظيم طابور شرف أثناء استقبال زوار البلاد من رؤساء الدول وأثناء مراسم تقديم السفراء الدول الأجنبية لأوراق اعتمادهم لرئيس السودان. ويمكن مشاهدة أفراد منهم يقفون أمام بوابات القصر بشكل مستديم في طابور حراسة مراسمي، بالإضافة إلى القيام بعملية استبدال للحرس أمام القصر وفي حضور عدد من الزوار أوالسياح أو الجمهور.

## الإدارة
يتبع القصر إدارياً لوزارة شؤون الرئاسة التي يرأسها وزير وتضم عدة ادارات متخصصة كإدارت المراسم والإعلام والشؤون القانونية والشؤون الإدارية والمالية والمكتب الصحفي لرئيس الدولة والياور وتعمل في هذه الدوائر كوادر مؤهلة في العمل الدبلوماسي والإداري والمراسمي بعضها منتدب من وزارات ومصالح حكومية أخرى.

## معرض الصور

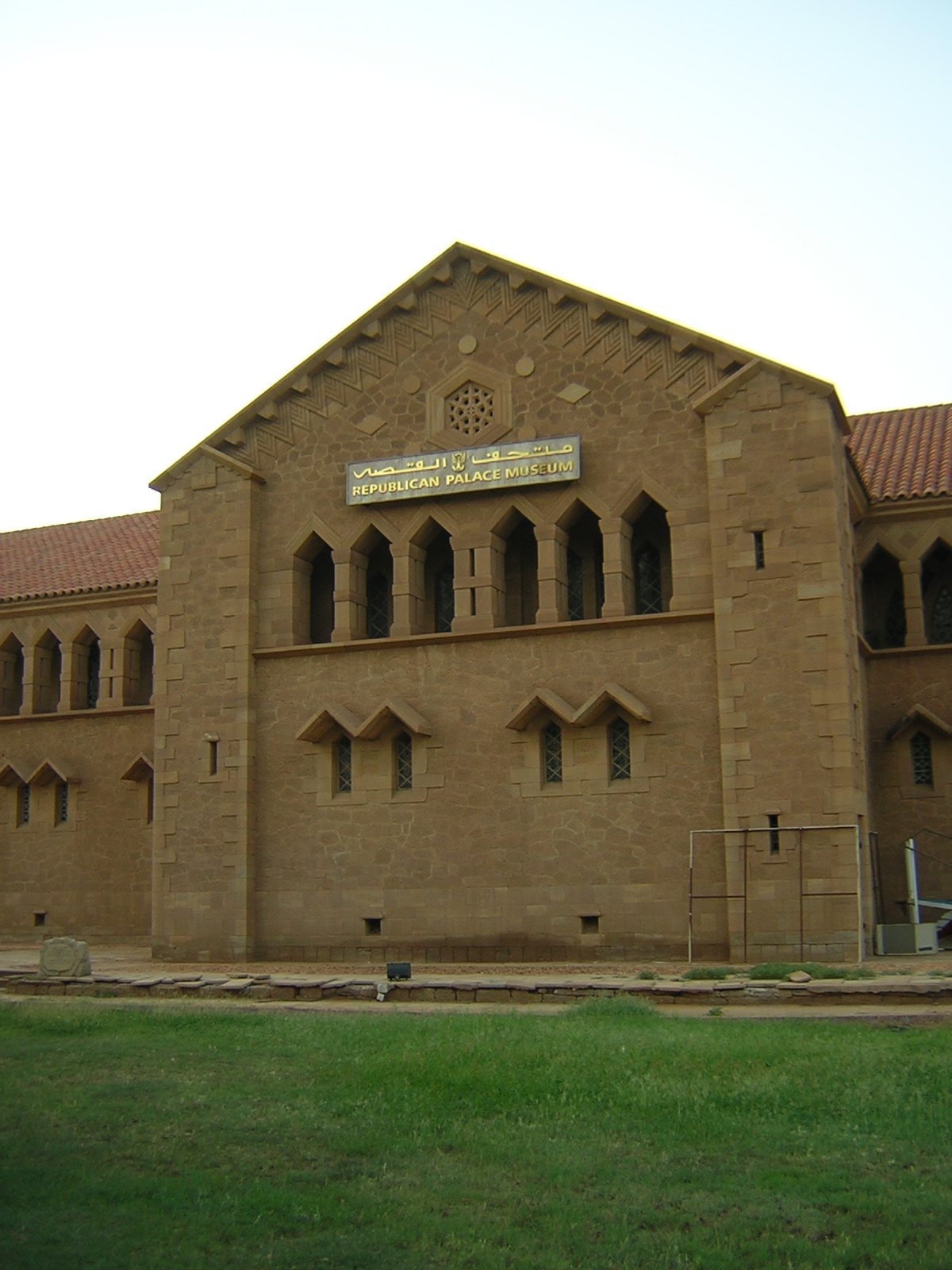
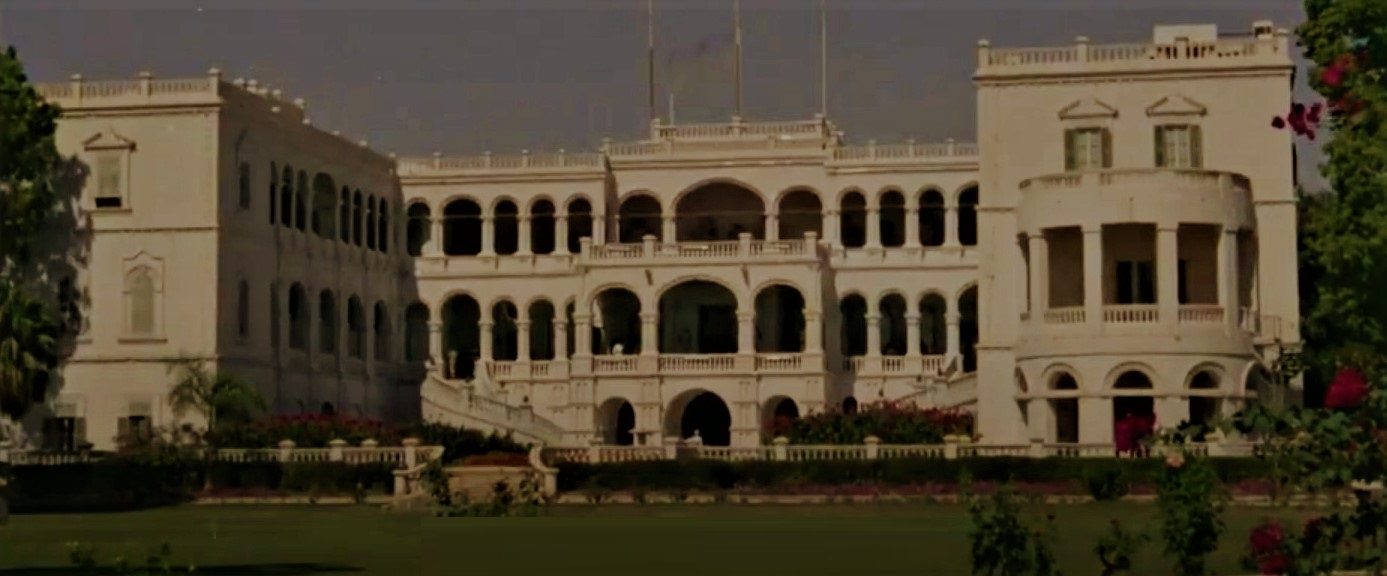
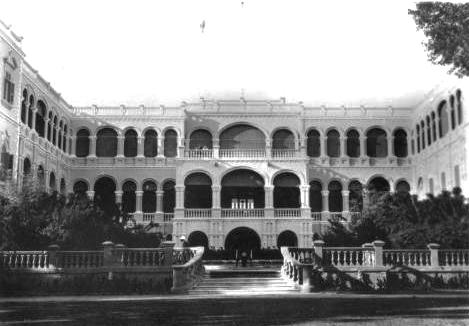
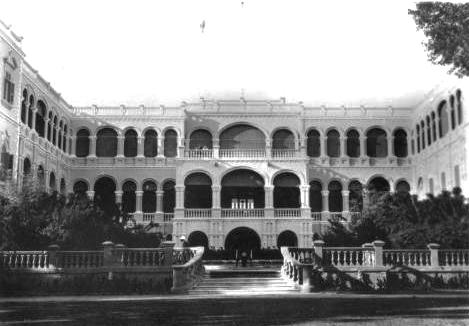
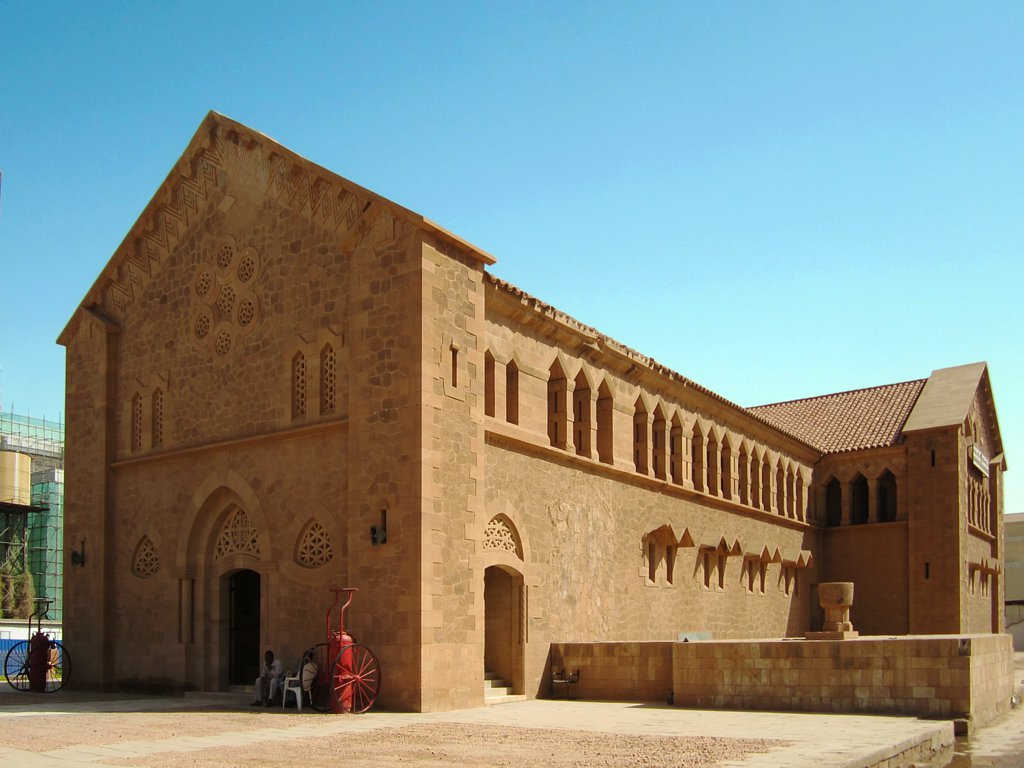
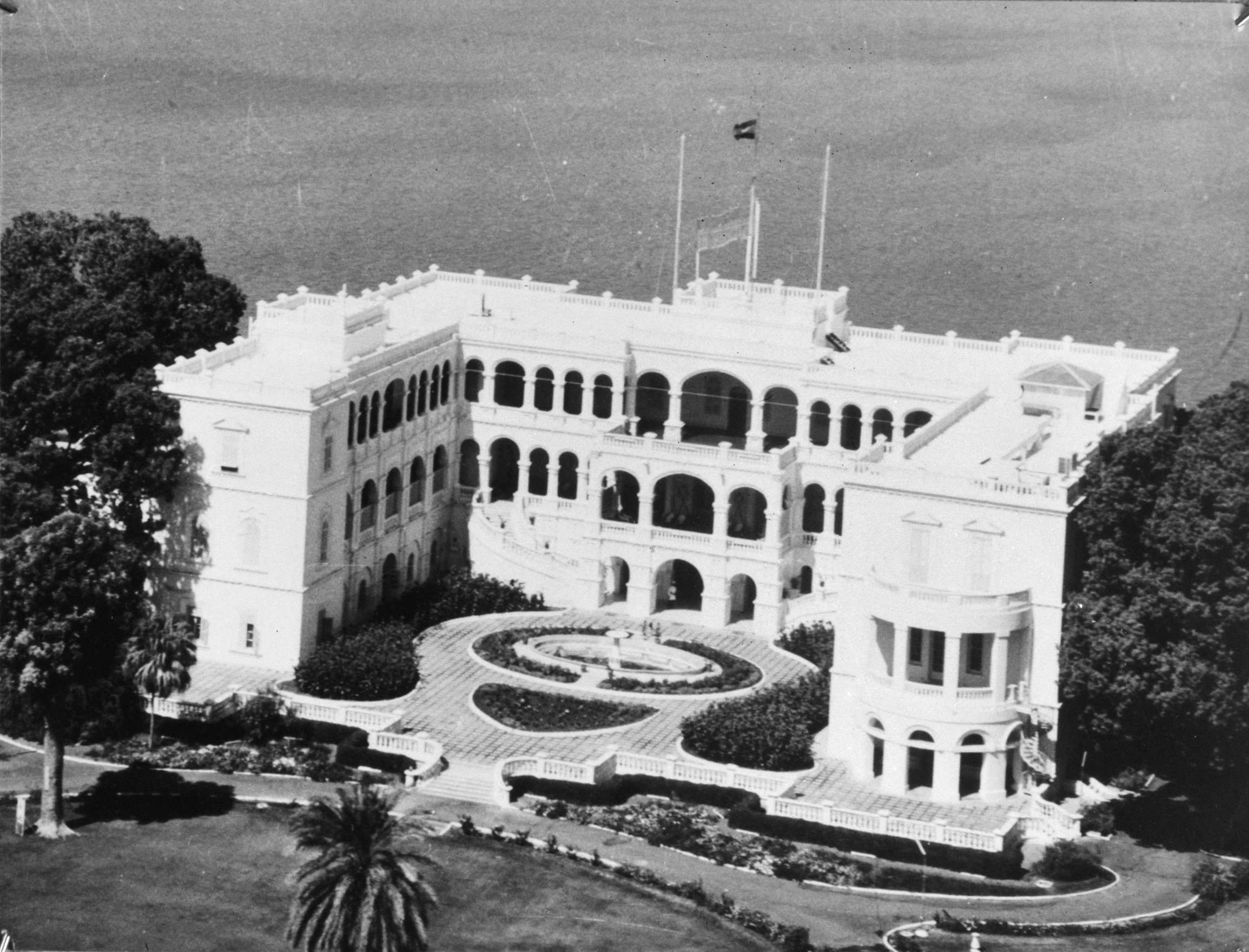
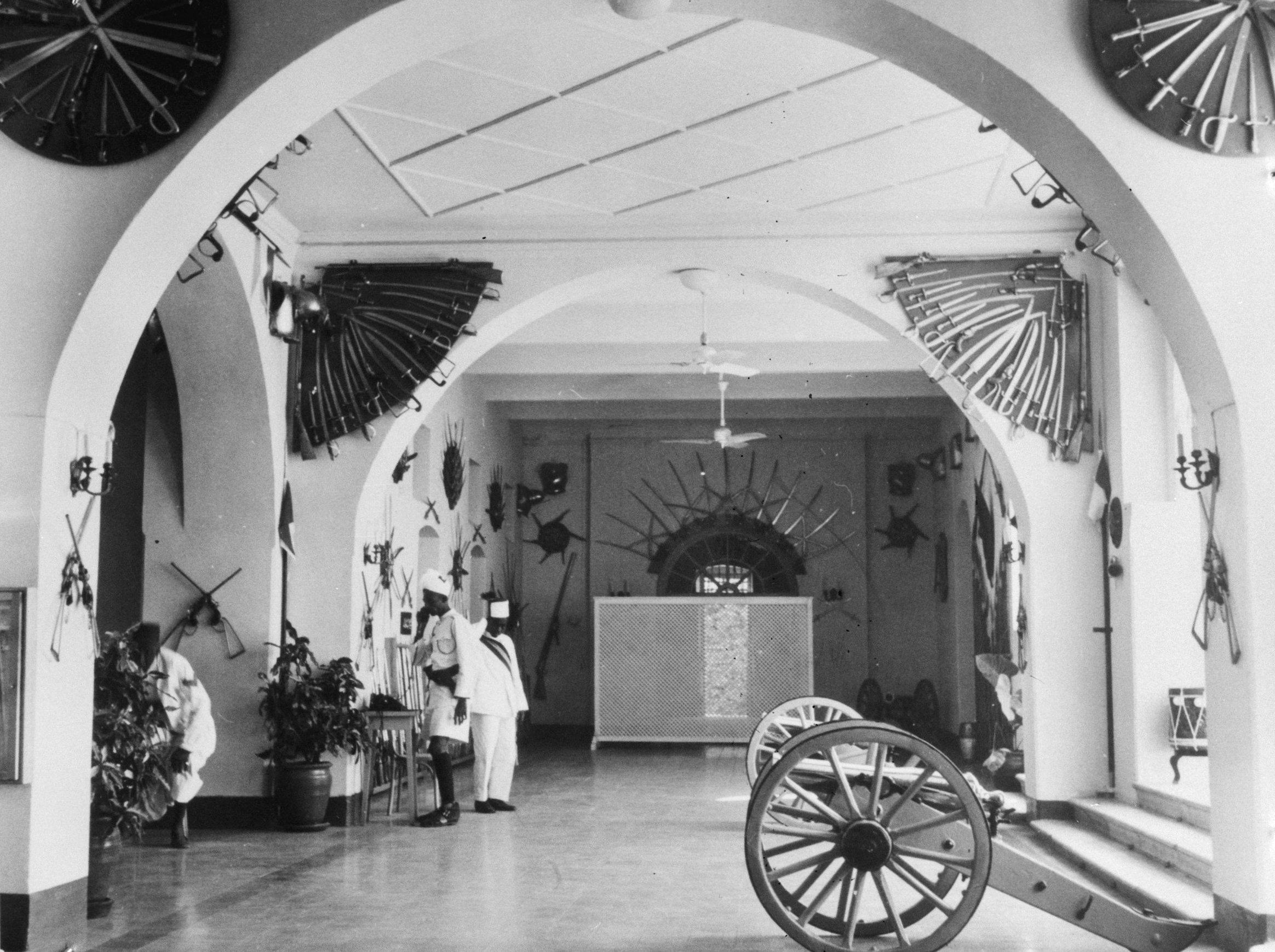
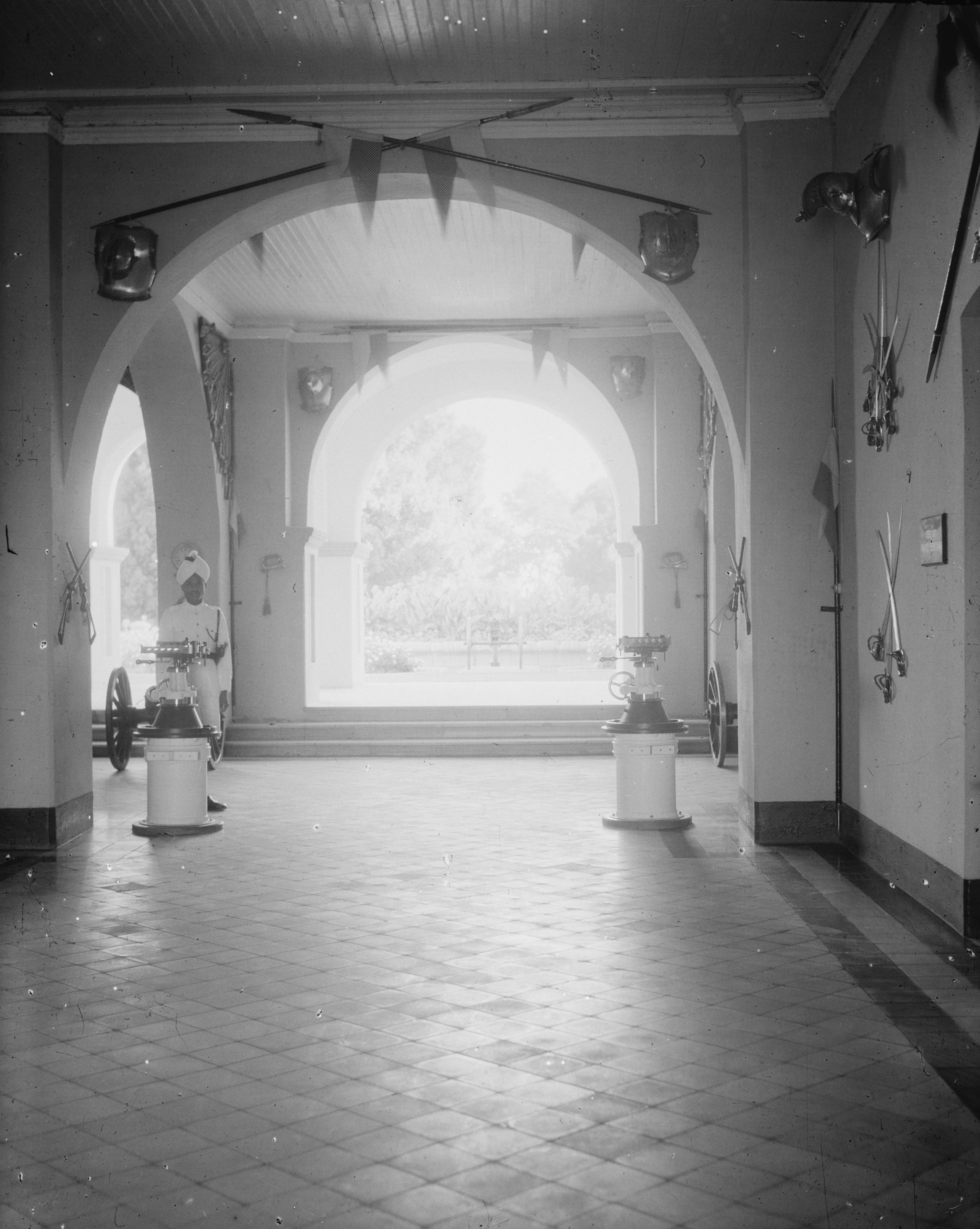
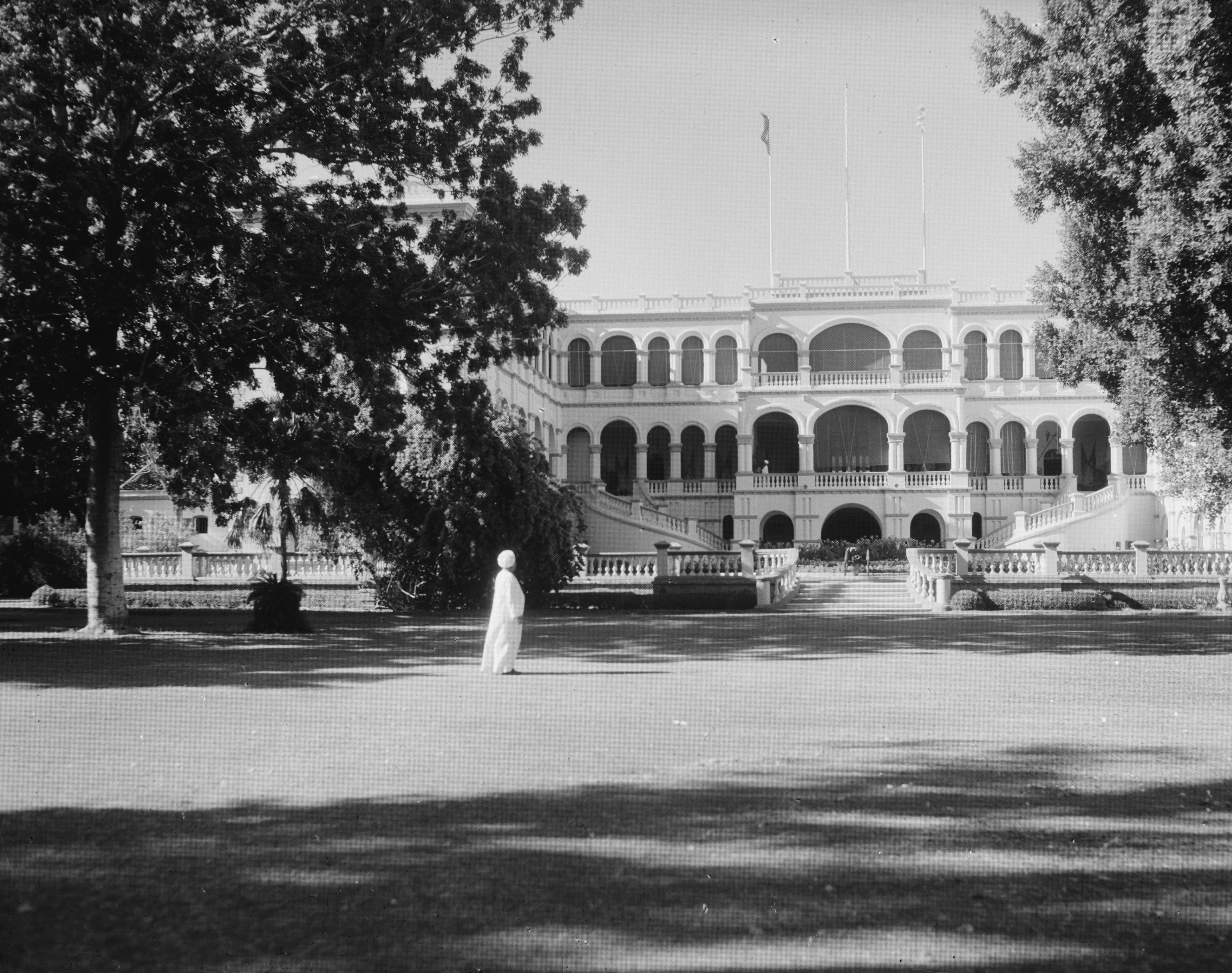
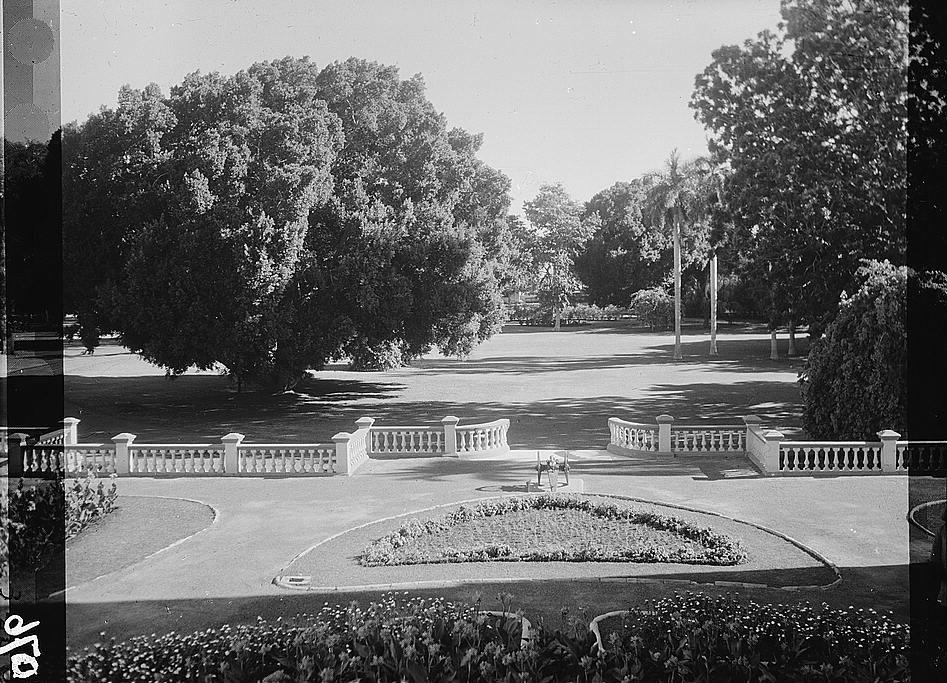
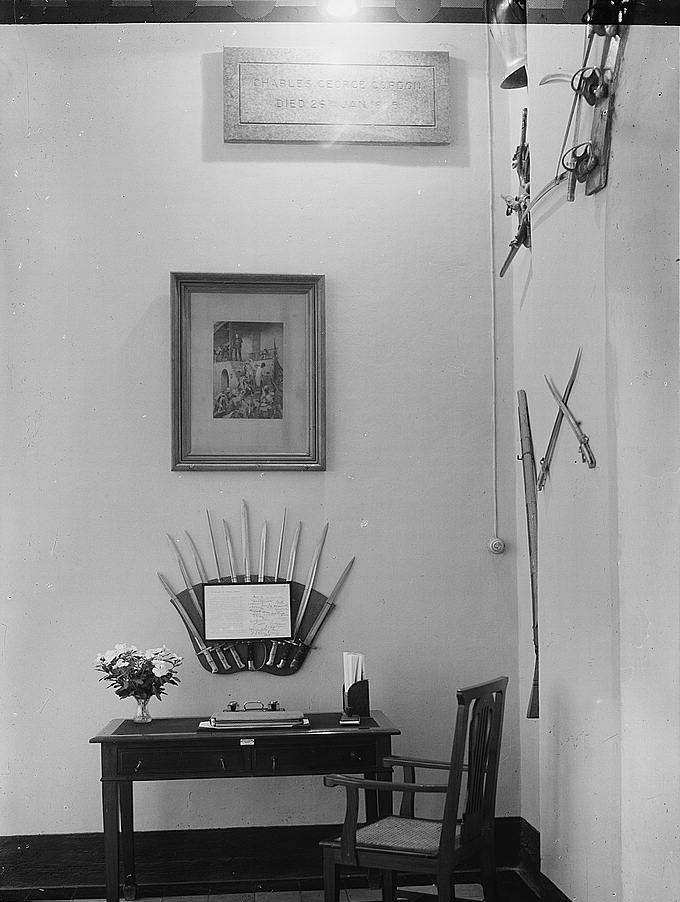
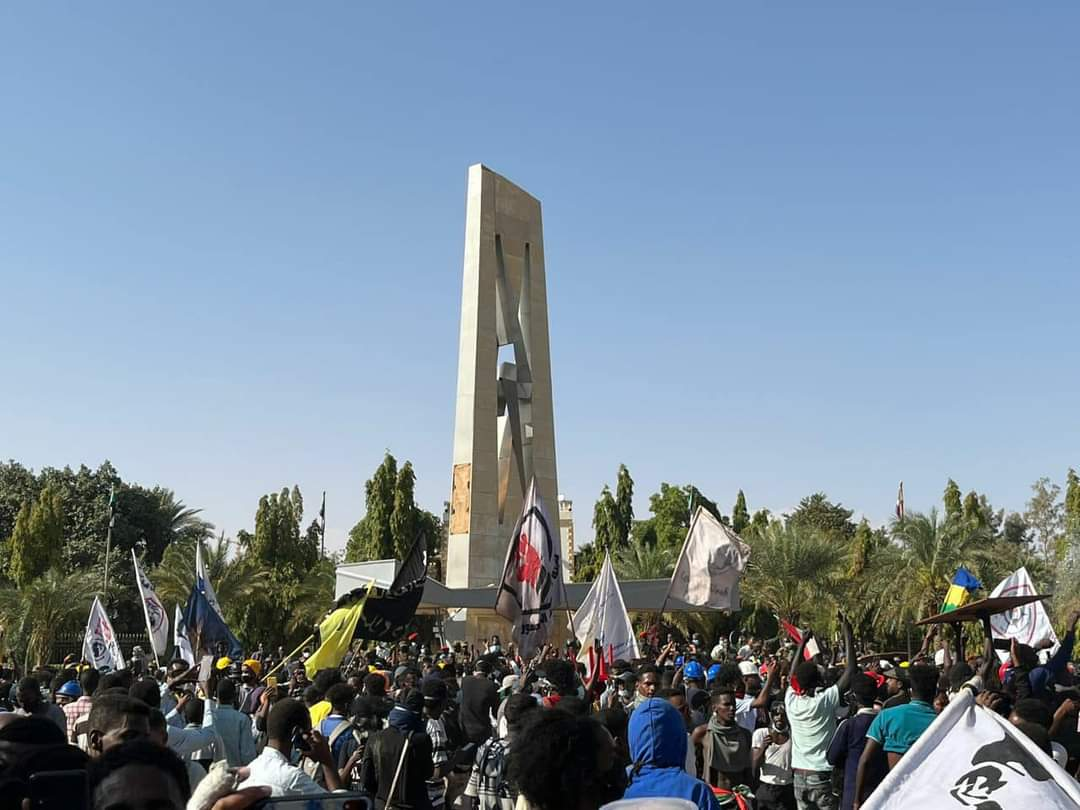
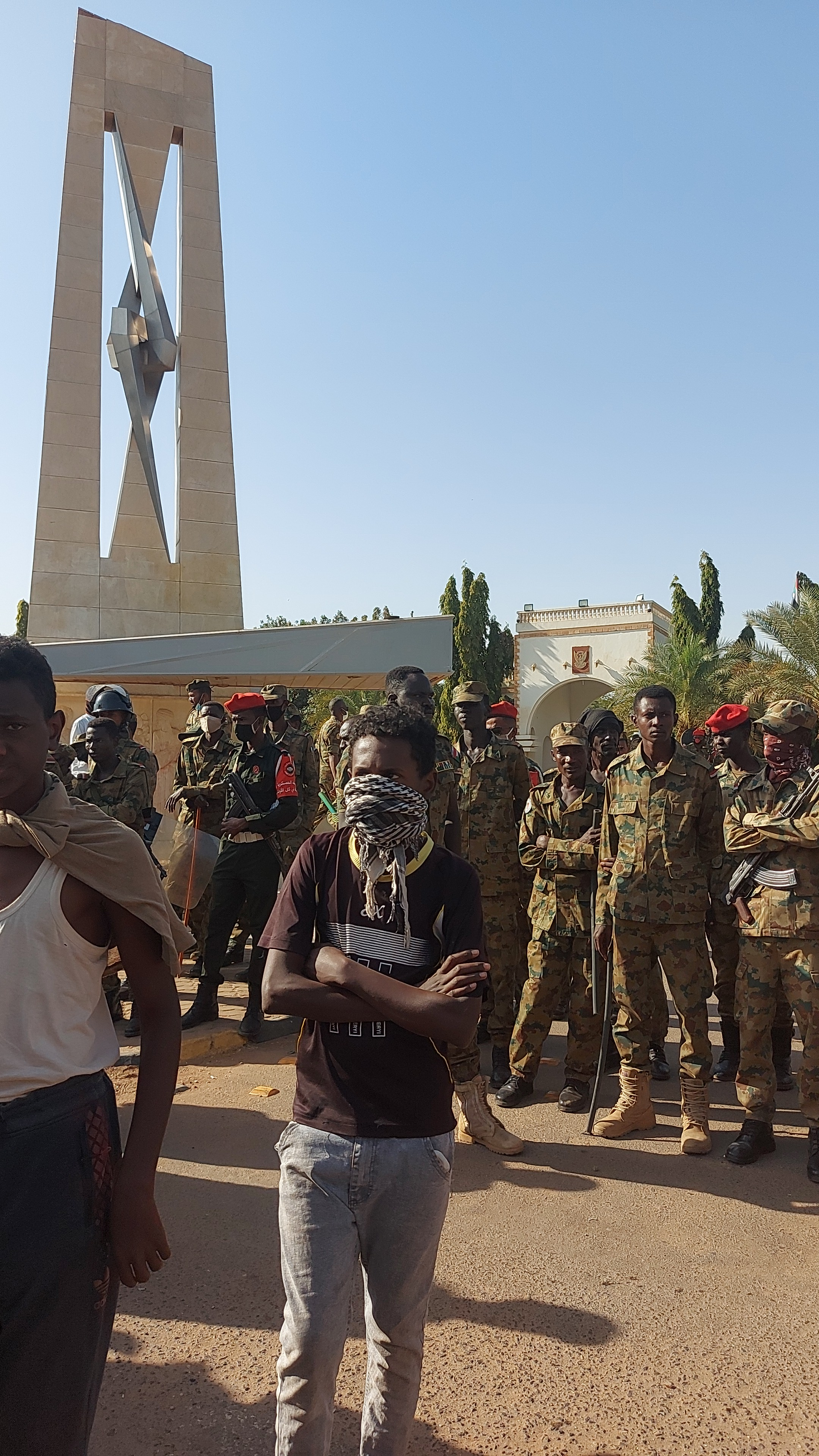